# Taenitis mediosora
Taenitis mediosora är en kantbräkenväxtart som beskrevs av Masahiro Kato. Taenitis mediosora ingår i släktet Taenitis och familjen Pteridaceae. Inga underarter finns listade.